# Munkholmen
 For alternative betydninger, se Munkholm (flertydig). (Se også artikler, som begynder med Munkholm)
Munkholmen (norrønt Hólmr, Niðarhólmr) er en lille ø på 1,3 hektar som ligger ca. 2 km udenfor Trondheim centrum i Trondheimsfjorden.
Munkholmen nævnes første gang i 1200-tallet af Snorri Sturluson under navnet Nidarholm, hvor øen bliver brugt som rettersted. Frem til reformationen var Nidarholm et kloster på øen. I 1600-tallet blev navnet Munkholmen taget i brug, og Munkholm fæstning blev anlagt. Dele af fæstningen er i dag en seværdighed. Fæstningen blev brugt som statsfængsel, og den mest berømte fange, som sad der, var Peder Schumacher Griffenfeld. Under 2. verdenskrig byggede tyskerne faste antiluftskytsstillinger på Munkholmen.
I dag er øen fredet og et yndet udflugtsmål i sommersæsonen, hvor der afgår både fra Ravnkloa i Trondheim flere gange dagligt. På øen findes en cafe, en lille restaurant og der er mulighed for at bade i fjorden.

## Historie

### Rettersted (–1100)
Før 1100-tallet blev Munkholmen brugt til rettersted. Det fortælles, at Olav Tryggvason lod hovederne til Håkon Jarl og trællen Kark sætte på nidstang på øen ud mod fjorden i år 995 for at tjene som advarsel til besøgende. Ifølge legenden ville besøgende i Trondheim spytte på disse hoveder som en hyldest til kong Olav 1. Traditionen med at sætte hoveder på stager fra kriminelle og politiske fanger fortsatte nogen tid, men hovederne blev nu placeret, så de vendte mod byen for at afskrække byens borgere fra at begå kriminalitet.

### Kloster (1100–1537)
Ifølge islandske kilder blev benediktinerklosteret Nidarholm grundlagt på øen af Magnus Berrføtts lendmann Sigurd Ullstreng omkring år 1100. Munkeklosteret tilhørte Cluniacenserordenen og var viet St. Benedikt og St. Laurentius. Kirken blev omtalt som Laurentiuskirken. Engelske kilder hævder at der blev oprettet et kloster på Munkholmen allerede i 1028 af Knud den store.
Munkeklosteret blev efterfølgende ganske mægtig, det ejede større jordområder på fastlandet, drev mølle i Ila og eget rederi og handel med England. Munkene havde også deres eget bryggeri som det var normalt blandt munken på denne tid. Magnus Blinde blev viet til munk her; han var i klosteret mellem 1135 og 1137. Gennem middelalderen brændte klosteret tre gange; i 1210, 1317 og sidste gang i 1531, lige inden reformationen i 1537. Nidarholm kloster var den sidste katolske skanse i Norge, men ærkebiskop Olav Engelbrektssons folk som var på øen overgav sig til slut. Ifølge lokale historier skulle munkene have været meget livlige, og ved flere lejligheder har byens borgere brokket sig over larmen fra øen.
Klosteret forfaldt efter reformationen, og øen blev brugt til græsningsareal for lensherrene i Kongsgården i Trondheim frem til den blev befæstet i 1600-tallet. På denne tiden forsvandt de sidste resterne af klosteret, og øen fik navnet Munkholmen.

### Fæstning (1660–1825)
Under Karl Gustav-krigene (to kriger mellem Danmark-Norge og Sverige mellem 1657 og 1660) blev Trondheim okkuperet af svenskerne, som befæstede øen med et provisorisk kanonbatteri. I 1660 tilbagevandt Danmark-Norge Trøndelag, og arbejdet med et permanent fæstningsanlæg blev påbegyndt. En enkel forsvarsmur med forsvarsværker i træ samt en kommandantbolig blev opført fra 1660-1661. Fæstningen blev også udstyret med 18 kanoner.
Fra 1671 til 1674 påbegyndte man byggeriet af det store centrale tårn i fæstningen og det indre tårn blev næsten færdiggjort.
Igennem 1680'erne blev de gamle ydermure revet ned og erstattet af mere solide mure. Under ledes af bl.a. Johan Caspar von Cicignon, der også anlagde Kristiansten fæstning, blev der bygget fremstikkende bastioner, som senere skulle danne et stjerneformet fæstningsanlæg. Fæstningen begyndte også at fungere som statsfængsel, og derfor blev der indrettet opholdsrum i tårnet og kommandantboligen blev genopbygget i sten. Fæstningen fik også flere kanoner, så der 35 i alt.
Den 26. august 1690 blev Munckholm fæstning indviet. I 1695 blev nutidens kommandantbolig bygget. De næste år blev de ydre mure færdigbygget så den dannede en stjerneform med udstikkende bastioner. I 1707 dækkede fæstningen det meste af øen.

### Statsfængsel (1680–1850)
Munkholmen var statsfængsel mellem 1680 og 1850. Det var mest politiske forbrydere som sad her. Den mest berømte af fangerne var den danske statsmand Peder Schumacher Griffenfeld (1635–1699). Han blev overført fra en fængsel i København, og sad fængslet på øen fra 1680 indtil 1698, hvor han blev løsladt efter at have pådraget sig en dødelig sygdom. Han døde året efter. I følge historien skal Griffenfeld have lavet en ring rundt et stenbord ved at trække sin finger langs bordkanten, når han gik rundt om bordet i under sit ophold. Senere er det dog blevet afsløret at bordet blev lavet af en overivrig vagtmester, som ønskede flere besøgende på holmen.
I 1797 blev der opført et fyrtårn på øen.

### Søfort (1825–1893)
Under Napoleonskrigene med ny krigsstrategi og –teknik viste at stjerneformede fæstninger ikke var effektive nok, og nye fæstninger fik en polygonal form. Søfortet på Munkholmen var i 1850 færdigombygget til den form, som den har i dag. Den fik op til 8-10 meter tykke murer, men ringmuren blev stærkt reduceret. I centraltårnet blev der bygget et kuppelhvælvet krudtkammer, og fængselscellerne blev fjernet. Søfortet havde 60 kanoner og plads til 500 mand.
Munkholmen har været en af Nordens stærkeste fæstninger, men i 1893 blev den nedlagt. I løbet af tiden fæstningen eksisterede var den næsten aldrig i kamp.

### Tysk forsvarsanlæg under 2. verdenskrig
Under den tyske okkupationen (1940–1945) blev Trondheim indtaget ved den tyske invasion af Norge, og der blev hurtigt anlagt en ubådsbase på Munkholmen, hvor den naturlige beskyttelse fra fjorden blev benyttet. Tyskerne ombyggede dele af fæstningen og havde overvågningsanlæg og seks antiluftskytsstillinger på øen. I den perioden blev kegletaget på tårnet fjernet og et nyt fladt tag blev støbt som fundament for antiluftskyts. Her blev der også opsat en observatørstilling i beton. Skytset blev ledet af to optiske afstandsmålere: en Dreiwalzenkommandogerät "Dreiwag" 6m Zeiss REM (Räum-EnfernungsMesser) og en Kleinkommandogerät "Kleinkog" 6m REM.
Efter krigen blev sporene efter den tyske aktivitet forsøgt fjernet ved at kasernen blev revet ned, antiluftskytsne blev fjernet og stillingerne genfyldt med jord. På tårnets tag blev observatørstillingen benyttet som fundament for det genopbygge taget og sådan "ødelagt" som selvstændigt objekt.
I nyere tid har man konkluderet at også denne del af Munkholmens historie skal formidles. En af kanonerne, en 105mm SKC/32 i tårnet, blev tilbageført i 2006. Den ene afstandsmåler, "Dreiwag" nord for tårnet er den eneste i Norge og er en af de mest komplette i verden. Med dele fra Kystartilleriets museum kan denne sandsynligvis restaureres til nær "operativ stand".

## Udflugtsmål og turisme
Siden nedlæggelsen af fæstningen har Munkholmen spildet en større og større rolle som udflugtsmål, både for Trondheims befolkning og turister. Fra maj til september afgår der en båd mellem Ravnkloa og Munkholmen hver time. Selve fæstningsområdet bliver brugt som rekreativt område. Det findes en restaurant og håndværksboder. Området uden for murene er en af Trondheims mest populære badestrande. Der bliver også opført amatørskuespil på øen.

## Museum
Der er guidede rundvisninger på i fæstningen flere gange om dagen, hvor der fortælles om Munkholmens historie og bl.a. fangehullet, krudtkammeret og den øverste etage i tårnet fremvises. Der er få synlige rester efter retterstedet og klosteret. En bautasten som er rejst indenfor murene kan muligvis antyde placeringen af retterstedet. Arkæologiske undersøgelser, der blev udført fra 1969-1970, har påvist rester af klosteret ca. ½ meter under nutidens jordoverflade. Der findes rester af murene fra den stjerneformede fæstning i det nuværende lavethus, og der er bevaret en kasemat fra de gamle volde, men dette er ikke tilgængelig for publikum. Tårnet er senere ombygget, og ringmuren har fået tag. Formen på fæstningen i dag er søfortets polygonale form fra midten af 1800-tallet. Der findes også betonfundamenter fra tyskernes kanonstillinger.

## Berømte fanger
- 1680–1698 Peder Schumacher Griffenfeld
- 1725–1730 Peter Ryssel
- 1725–1738 Hans Troyell
- 1752–1755 Bendix Ahlefeldt
- 1772–1776 S. O. Falkenskjold
- 1773–1779 Christian Thura
- ca.1790-1796 Lars Benzelstierna

## Galleri
- Munkholmen er et populært udflugtsmål.
- Borggården er nu overdækket.
- Kommandantboligen på Munkholmen bruges nu som restaurant.
- Trondhjemsfjorden med Munkholm fæstning og både. Farvelagt litografi af Peter Frederik Wergmann Fra Norsk Prospekt-Samling 6. hefte 1835
- Antiluftskyts fra tyskerne tid på Munkholmen.
- Det centrale tårn på Munkholmen.